# Taor

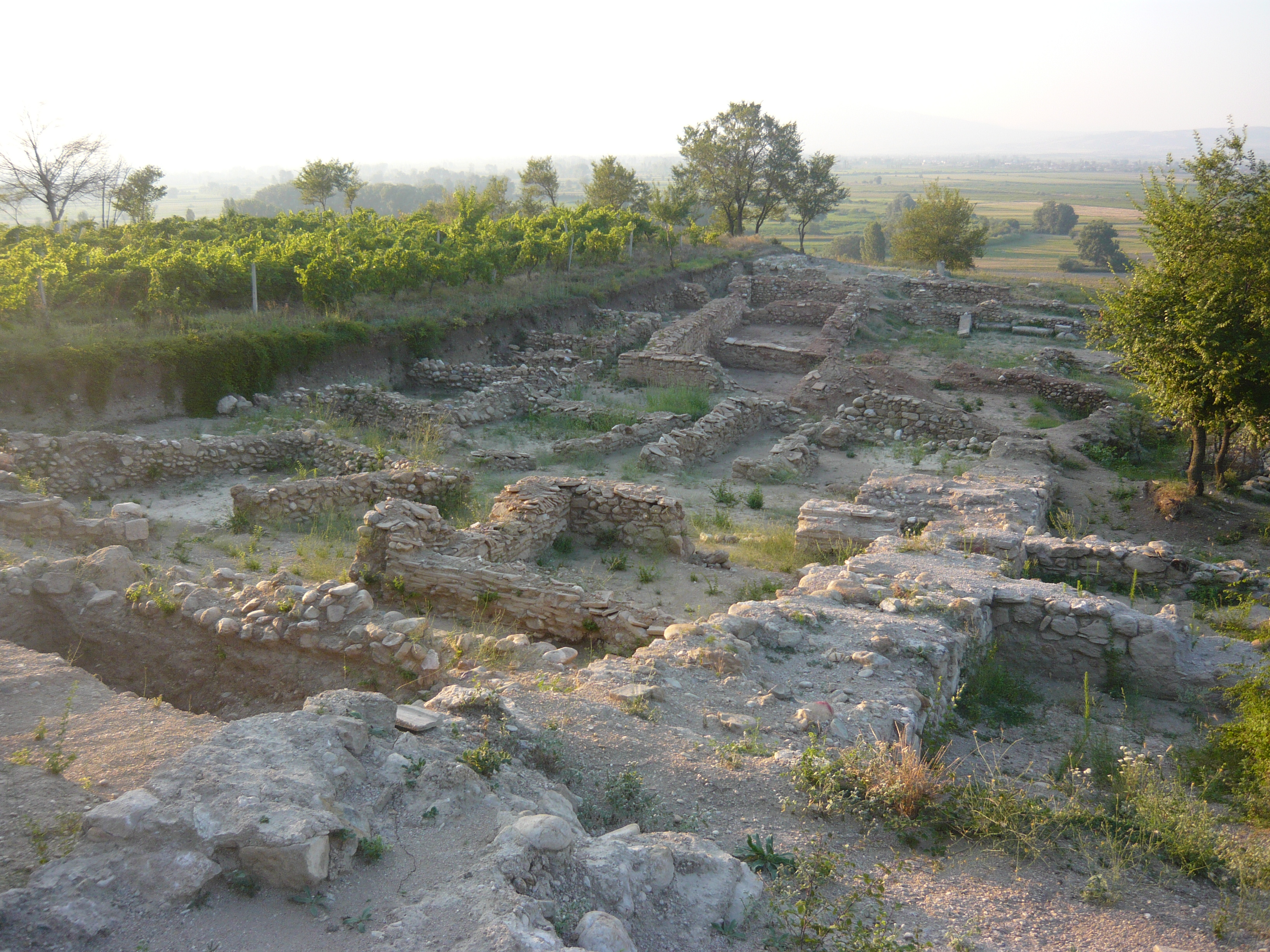
Yacimiento arqueológico de Tauresium.

Tauresium (en macedonio: Тауресиум, en griego antiguo: Tavresion, Ταυρήσιον) también conocido como Gradište (Градиште), pequeña villa de montaña de la Dardania (Europa), es un asentamiento fortificado de la época del Imperio romano de Oriente, fue una ciudad de la Mesia Superior, en la ribera del Haemus. La ciudad antigua es el lugar de nacimiento del rey ostrogodo Teodato (480-536) y del emperador romano Justiniano I (482-565)  por lo que también se la llamó posteriormente Justiniana Prima, en honor al ya mencionado emperador. Su denominación moderna es Taor (en macedonio, Таор), localidad que se encuentra cercana, a unos 20 km de la capital del país, Skopie, en la actual Macedonia del Norte.

## Localización y características generales

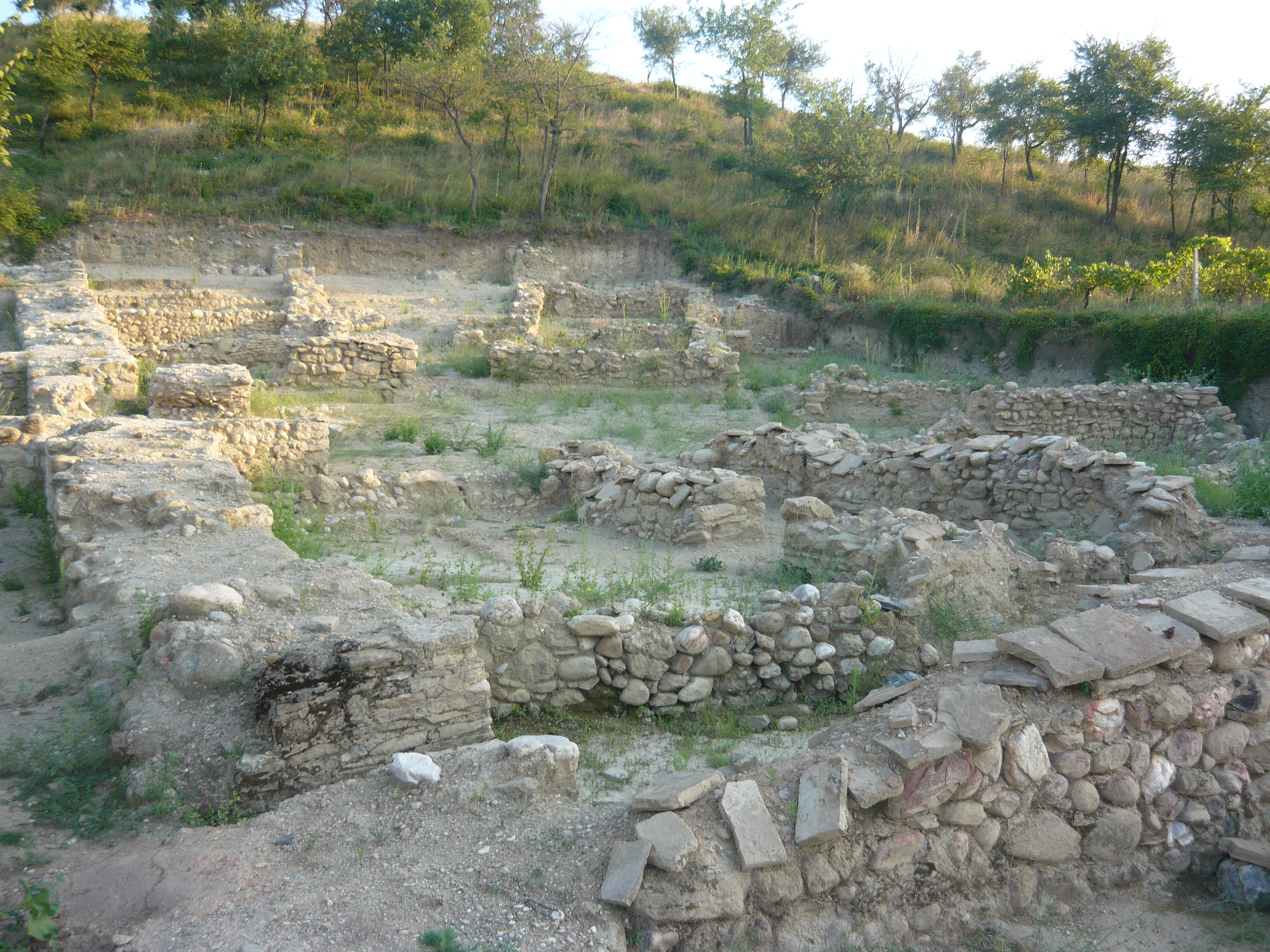
Restos de la antigua villa de Tauresium

Tauresium se localiza en el municipio de Zelenikovo, el sitio fue descubierto por el arqueólogo Arthur Evans a finales del siglo XIX. Según el biógrafo de Justiniano, Procopio de Cesarea, el emperador nació en Tauresium en el año 483, más precisamente en el castillo de Baderiana, en la villa moderna de Bader. Tauresium y el castillo Baderiana fueron destruidos en un terremoto en 518. Como gesto de gratitud con su lugar de nacimiento, Justiniano reconstruyó el lugar. De acuerdo a excavaciones, se estima que las partes más antiguas de Tauresium son del siglo IV.